# Vrujica
Vrujica este un sat din comuna Kolašin, Muntenegru. Conform datelor de la recensământul din 2003, localitatea are 63 de locuitori (la recensământul din 1991 erau 92 de locuitori).

## Demografie
În satul Vrujica locuiesc 51 de persoane adulte, iar vârsta medie a populației este de 42,5 de ani (43,1 la bărbați și 41,9 la femei). În localitate sunt 24 de gospodării, iar numărul mediu de membri în gospodărie este de 2,63.
Această localitate este populată majoritar de sârbi (conform recensământului din 2003).
|  |

| Demografie | Demografie | Demografie |
| An         | Locuitori  | Locuitori  |
| ---------- | ---------- | ---------- |
|            |            |            |
|            |            |            |
|            |            |            |
|            |            |            |
| 1948       | 129        |            |
| 1953       | 104        |            |
| 1961       | 212        |            |
| 1971       | 168        |            |
| 1981       | 91         |            |
| 1991       | 92         | 88         |
| 2003       | 63         | 63         |

| \| Componența etnică conform recensământului din 2003[2] \| Componența etnică conform recensământului din 2003[2] \| Componența etnică conform recensământului din 2003[2] \| Componența etnică conform recensământului din 2003[2] \| Componența etnică conform recensământului din 2003[2] \| \| ----------------------------------------------------- \| ----------------------------------------------------- \| ----------------------------------------------------- \| ----------------------------------------------------- \| ----------------------------------------------------- \| \| \| \| \| \| \| \| Sârbi \| Sârbi \| \| 41 \| 65,07% \| \| Muntenegreni \| Muntenegreni \| \| 19 \| 30,15% \| \| Sloveni \| Sloveni \| \| 1 \| 1,58% \| \| necunoscută \| necunoscută \| \| 0 \| 0% \| |              |  |    |        |
| Componența etnică conform recensământului din 2003 |              |  |    |        |
| |              |  |    |        |
| Sârbi | Sârbi        |  | 41 | 65,07% |
| Muntenegreni | Muntenegreni |  | 19 | 30,15% |
| Sloveni | Sloveni      |  | 1  | 1,58%  |
| necunoscută | necunoscută  |  | 0  | 0%     |